# Donald Rodney
Donald Gladstone Rodney (Birmingham, 18 maggio 1961 – 4 marzo 1998) è stato un artista britannico. È stato una figura di spicco nel BLK Art Group britannico degli anni '80 ed è stato riconosciuto come "uno degli artisti più innovativi e versatili della sua generazione". Il lavoro di Rodney si è appropriato di immagini dai mass media, dall'arte e dalla cultura popolare per esplorare le questioni dell'identità razziale e del razzismo.

## Biografia
Nato e cresciuto a Birmingham in Inghilterra, completò un corso pre-laurea presso la Bournville School of Art e conseguì una laurea con lode in belle arti al Trent Polytechnic di Nottingham, diplomandosi a metà degli anni ottanta. Qui conobbe Keith Piper, anche lui di Birmingham, il quale avrebbe poi influenzato il lavoro di Rodney verso temi più politici. Le opere di Rodney e Piper, insieme a quelle di Eddie Chambers, Marlene Smith e Claudette Johnson furono riconosciute come un movimento noto come il BLK Art Group.
Nel 1987 Rodney conseguì un diploma post laurea in multimedia fine art presso la Postgraduate Diploma in Multi-Media Fine Art at University College London's Slade School of Fine Art.
Rodney soffriva di anemia falciforme, una malattia debilitante che peggiò costantemente durante la sua vita e che ne avrebbe causato la morte. Ciò lo portò a sviluppare un interesse per le lastre ospedaliere scartate ottenute coi raggi X e per altri aspetti medici che hanno iniziato a dare forma alla sua opera artistica. Rodney intendeva i raggi X come metafora per rappresentare la "malattia" dell'apartheid e della discriminazione razziale nella società.
Morì il 4 marzo 1998.

## Influenza culturale
Dopo la sua morte il suo lavoro è stato esposto nella mostra d'arte britannica 5 e nella mostra Give and Take, Works Presented to Museums della Contemporary Art Society tenutasi all'Harris Museum e alla Jerwood Gallery (2000).
La fotografa Brenda Agard viene intervistata nel film del 1995 Three Songs on Pain Light and Time, sulla vita e il lavoro di Rodney come parte della serie Black Arts Video Project del Black Audio Film Collective.
Nel 2003 l'archivio di Rodney è stato donato al Tate Archive.
La mostra Donald Rodney - In Retrospect si è svolta a Iniva, Londra , dal 30 ottobre al 29 novembre 2008.